# Skógar
Il villaggio Skógar è situato a sud del ghiacciaio Eyjafjallajökull nell'Islanda del sud. Il nome del villaggio significa "foresta". Un elemento molto suggestivo presente in questa località è la meravigliosa cascata Skógafoss.
A Skógar nel 1949 Þórður Tómasson ha fondato un museo sulla cultura e civiltà islandesi. Esso ospita abitazioni di varie epoche e diverse tecnologie (ad esempio vecchie automobili ed aeroplani) la cui storia è narrata dal fondatore stesso. Le sezioni sono dedicate alla pesca, all'agricoltura, all'arredo e lavori fatti a mano, alla storia naturale e ad alcuni archivi locali.